# Deir Shamil
Deir Shamil (tiếng Ả Rập: دير شميل, cũng đánh vần Deir el-Shemil) là một ngôi làng ở phía tây bắc Syria, một phần hành chính của Tỉnh Hama, nằm ở phía tây Hama. Các địa phương gần đó bao gồm Nahr al-Bared ở phía bắc, Tell Salhab ở phía đông bắc, Jubb Rammus ở phía đông, al-Laqbah và Deir Mama ở phía nam và Daliyah ở phía tây. Theo Cục Thống kê Trung ương (CBS), Deir Shamil có dân số 4.537 trong cuộc điều tra dân số năm 2004. Cư dân của nó chủ yếu là Alawites.
Đầu những năm 1960, nó được mô tả là một ngôi làng lớn gồm 600 cư dân. Nó chứa phần còn lại của một seraglio Ottoman -era.